# 歐麗泰亞
歐麗泰亞（Ōrithyia）是希臘神話的登場人物。雅典國王艾瑞克修斯和妻普拉克西瑟的女兒。有西克羅普斯、普柔克麗絲等兄弟姊妹。
北風之神波瑞士愛上歐麗泰亞，將她擄走，二人生下克利歐佩特拉等二子二女。